# Turista per caso
Turista per caso (The Accidental Tourist) è un film del 1988 diretto da Lawrence Kasdan, tratto dall'omonimo romanzo di Anne Tyler. Ha ricevuto quattro candidature ai Premi Oscar, compresa quella per il miglior film, vincendo il premio per la miglior attrice non protagonista con Geena Davis.

## Trama
Macon è uno scrittore che si occupa di guide turistiche. È sposato con Sarah da diversi anni ma il loro matrimonio è stato sconvolto dalla morte del figlio dodicenne, avvenuta un anno prima. Sarah chiede il divorzio e Macon non riesce a convincerla del contrario. In partenza per l'ennesimo viaggio, Macon affida il suo cane a una pensione per animali dove conosce Muriel, la proprietaria, che si invaghisce di lui e inizia subito a corteggiarlo.
Un anno dopo, Macon vive con Muriel e suo figlio Alex. L'ex-moglie Sarah ha elaborato il lutto per la perdita del figlio, almeno in parte, e si riavvicina a Macon, il quale non sa resistere all'idea che tutto possa tornare nella routine precedente: l'uomo lascia Muriel e ritorna con Sarah. Muriel decide di seguire Macon a Parigi, a sua insaputa. Lo scrittore cerca di sottrarsi goffamente al corteggiamento di Muriel ma senza successo. Una mattina, per un movimento brusco, si ritrova con la schiena bloccata: arriva in suo soccorso Sarah, che ha già riassunto il compito di organizzargli la vita, la quale incontra per caso Muriel, scesa nello stesso hotel.
Macon le assicura di aver interrotto la relazione con Muriel e che era stata lei a seguirlo a sua insaputa. Sarah e Macon dormono assieme nella stanza d'hotel. Al risveglio Macon dice a Sarah che ha capito che lei non ha più bisogno di lui, mentre lui ha bisogno di Muriel. Macon lascia l'hotel in taxi per raggiungere l'aeroporto, e incontra Muriel che stava anche lei lasciando l'albergo. Fa fermare il tassista e gli chiede di fare salire la giovane.

## Riconoscimenti
- 1989 - Premio Oscar
  - Miglior attrice non protagonista a Geena Davis
  - Candidatura Miglior film a Lawrence Kasdan, Charles Okun e Michael Grillo
  - Candidatura Migliore sceneggiatura non originale a Frank Galati e Lawrence Kasdan
  - Candidatura Miglior colonna sonora a John Williams
- 1989 - Golden Globe
  - Candidatura Miglior film drammatico
  - Candidatura Miglior colonna sonora a John Williams
- 1990 - Premio BAFTA
  - Candidatura Migliore sceneggiatura non originale a Frank Galati e Lawrence Kasdan
- 1988 - New York Film Critics Circle Award
  - Miglior film
- 1989 - Festival cinematografico internazionale di Mosca
  - Candidatura Golden St. Geroge a Lawrence Kasdan
- 1989 - WGA Award
  - Candidatura Miglior sceneggiatura a Frank Galati e Lawrence Kasdan
- 1989 - Golden Horse Film Festival
  - Miglior attore straniero a William Hurt
- 1990 - USC Scripter Awards
  - Miglior sceneggiatura a Frank Galati, Lawrence Kasdan e Anne Tyler